# Ніколя Ваньє
Ніколя Ваньє (фр. Nicolas Vanier; нар. 5 травня 1962; Дакар, Сенегал) — французький письменник, режисер та сценарист.

## Життєпис
Ніколя Ваньє народився в Дакарі (Сенегалі), де його батько проходив військову службу. Виріс у Солоні, у Франції, на фермі, що належала його дідові, і закінчив Вищу школу міжнародного агропромислового розвитку.
1983 року почав подорож на каное Крайньою Північчю від Шеффервіля до затоки Унгава слідами індіанського племені монтаньє. Дослідив північ Канади, перетнувши Новий Квебек і Лабрадор на собачих упряжках. Результатом цієї експедиції стала його перша книга Grand Nord та документальний фільм Les coureurs de bois (1985), знятий для телеканалу Antenne 2.
У 1986 і 1987 роках подорожував Скелястими горами та Аляскою.
У 1990 і 1991 роках вирушив у 7000-кілометрову експедицію Сибіром із Монголії до Північного Льодовитого океану. 1993 року Ваньє повернувся до Сибіру, де жив повсякденним життям сім'ї кочовиків-пастухів.
Від 1994 до 1995 року Ваньє, разом із дружиною та однорічною дочкою, здійснили подорож через Скелясті гори на Аляску. Художній фільм за мотивами їхньої експедиції «Дитя снігів» вийшов у кінотеатрах у грудні 1995 року.
2004 року вийшов у прокат фільм Ніколя Ваньє «Останній звіролов». Картина розповідає історію одного року із життя Нормана Вінтера, одного з останніх представників американських траперів (мисливців на хутрового звіра).
У 2005—2006 роках Ніколя Ваньє проїхав за 4 місяці 8000-кілометровий маршрут від озера Байкал до Москви. Експедиція отримала назву «Сибірська одіссея».
Потім режисер готує нову експедицію, від найбільшого океану до найбільшого озера у світі: від Тихоокеанського узбережжя до Байкалу через Маньчжурію, Монголію та частину південного Сибіру. Він також готується до екранізації свого роману «Золото під снігом», який описує історію юного американця наприкінці XIX століття, за часів золотої лихоманки на Клондайці.
Активний захисник природи. Зокрема, очолює та підтримує проєкт «Школа дії!» (фр. L'école agit!), засновану Міністерством національної освіти Франції, метою якої є просування екології та сталого розвитку в школі.

### Фільми
Фільм «Вовк» випущено наприкінці 2009 року та представлено на Каннському кінофестивалі 2010 року[джерело?]. Фільм розповідає про життя у Північно-Східному арктичному Сибіру племені евенів, які існують за рахунок великих стад північних оленів, яких доводиться захищати від нападів вовків.
У грудні 2013 року вийшов сімейний фільм «Белль та Себастьян», який розповідає про дружбу хлопчика Себастьяна та піренейського гірського собаки Белль. Фільм зібрав у світовому прокаті понад 100 млн доларів.
10 травня 2019 року у світовий прокат вийшла картина «Дай мені крила», заснована на біографії Крістіана Муллека. За сюжетом фільму Тома відвідує під час канікул свого батька Крістіана, орнітолога, зайнятого експериментом із порятунку диких гусей. Спочатку підлітку, захопленому гаджетами та іграми, життя на природі здається нудним — проте все змінюється, коли з'являються пташенята. Коли птахи підростають, Тома та Крістіан вирушають із ними до Норвегії. Тут, випадково, хлопчик, подібно до казкового Нільса, вирушає в надзвичайну подорож із дикими гусьми.

## Твори

### Фільми
- 1985 — «Бігуни в лісі» / Les coureurs de bois (документальний)
- 1988 — «Караван» / Caravane
- 1988 — «Відкриті річки» / Rivières ouvertes
- 1988 — «Розподіл води» / Partage des eaux
- 1989 — «Шлях траперів в Лабрадорі» / La course des trappeurs au Labrador (документальний)
- 1992 — «На північ від зими» / Au nord de l'hiver
- 1995 — «Дитя снігів[fr]» / L'Enfant des neiges (документальний)
- 1997 — «Зима собак» / Un hiver de chiens
- 1999 — «Біла одіссея» / L'Odyssée blanche
- 2004 — «Останній звіролов» / Le Dernier Trappeur (документальний)
- 2006 — «Снігові пси» / Chiens des neiges
- 2006 — «Сибірська одіссея» / L'Odyssée sibérienne
- 2007 — «Велика одіссея 2007 року» / Grande Odyssée 2007
- 2008 — «Вовк[fr]» / Loup (художній)
- 2013 — La dernière meute
- 2013 — «Белль та Себастьян» / Belle et Sébastien (художній)
- 2015 — «Белль та Себастьян: Пригода триває[fr]» (художній)
- 2027 — «Белль та Себастьян 3: Останній розділ[fr]» (художній)
- 2014 — «Дика одіссея[fr]» / L'Odyssée sauvage (документальний)
- 2017 — «Лісова школа[fr]» / L'école buissonnière (художній)
- 2019 — «Дай мені крила» / Donne-moi des ailes (художній)
- 2020 — "Полі" / Poly (художній)

### Книги
- 1988 — «Велика Північ» / Grand Nord
- 1988 — «Історичний тріатлон» / Le Triathlon historique
- 1988 — «Північна самота» / Solitude nord
- 1992 — Transsibérie, le mythe sauvage
- 1993 — «Життя на Півночі» / La Vie en nord
- 1994 — «Біла самотність» / Solitudes blanches (роман)
- 1994 — Otchum, chef de meute
- 1995 — «Дитя снігів» / L'Enfant des neiges
- 1997 — «Зима» / Un hiver
- 1997 — «Північ» / Nord (альбом)
- 1997 — Robinson du froid
- 1998 — Le Grand Brâme
- 1998 — Destin Nord
- 1998 — «Територія» / Territoire
- 1998 — «Тайга» / Taïga (ілюстроване перевидання Transsibérie)
- 1999 — «Біла одіссея» / L'Odyssée blanche
- 2000 — C'est encore loin l'Alaska…
- 2001 — Le Chant du Grand Nord : Le Chasseur de rêve, том I; La Tempête blanche, том II
- 2003 — Le Voyageur du froid
- 2004 — «Золото під снігом» / L'Or sous la neige (роман)
- 2004 — «Останній звіролов: створення фільму» / Le Dernier Trappeur: Making of
- 2004 — «Останній звіролов» / Le Dernier Trappeur (ілюстроване видання для дітей)
- 2006 — «Сибірська одіссея» / L'Odyssée sibérienne
- 2007 — Mémoires glacées
- 2008 — «Вовк» / Loup (роман)
- 2008 — «Вовк» / Loup (фотоальбом про фільм, Éditions du Chêne)
- 2009 — «Вовк» Loup (книга коміксів, художники Éric Stalner, Pierre Boisserie)
- 2011 — L'Or sous la neige (книга коміксів, художники Éric Stalner, Jean-Marc Stalner)
- 2011 — La Passion du Grand Nord (30 років експедицій у фотографіях, Éditions du Chêne)
- Le Grand Voyage

- 2011 — Mohawks et les Peuples d'en haut, тому I
- 2012 — La Quête de Mohawks, тому II

- 2013 — «Белль та Себастьян» / Belle et Sébastien
- 2014 — «З моїми собаками» / Avec mes chiens
- 2015 — «Великий шлях» / La Grande Course
- 2016 — Les Pieds sur terre. Encyclopédie de la nature mois par mois
- 2017 — «Лісова школа» / L'École buissonnière
- 2019 — «Дай мені крила» / Donne-moi des ailes, XO Editions
- 2020 — «Полі» / Poly, XO Editions